# Luis Sosa (kolarz)
Luis Alberto Sosa (ur. 12 października 1949 w Montevideo) – urugwajski kolarz szosowy, uczestnik Letnich Igrzysk Olimpijskich 1968 w Meksyku. Zdobył srebro mistrzostw Urugwaju w 1969 i 1971, zwyciężył  500 Millas del Norte w 1970 i Rutas de América w 1972.

## Wyniki olimpijskie
| Igrzyska    | Konkurencja              | Czas       | Wynik |
| ----------- | ------------------------ | ---------- | ----- |
| Meksyk 1968 | Wyścig drużynowy na czas | 2-25:47.20 | 24.   |